# La calumnia (obra de teatro)
La calumnia (The Children's Hour, en versión original) es una obra de teatro de la autora estadounidense Lillian Hellman, estrenada en 1934.

## Argumento
Karen Wright y Martha Dobie, han trabajado duro para construir una escuela interna para niñas en un antiguo cortijo. Gestionan la escuela e imparten clase con la ayuda, un poco incómoda, de Lily Mortar, la tía de Martha. Una de las alumnas, Mary Tilford, se destaca por ser especialmente traviesa, desobediente y mentirosa, y con frecuencia mete a las otras chicas en problemas.
Un día, cuando Mary finge una enfermedad y está siendo examinada por el Dr. Joe Cardin, un médico que es primo de Mary y también prometido de Karen, Martha le pregunta a Lily si le gustaría volver a viajar a los lugares que extraña, ahora que pueden permitírselo. Lily se enoja y comienza a gritar que, siempre que Joe está cerca, Martha se vuelve irritable, irracional y celosa, y descarga sus celos de Joe en ella. Dos de las amigas de Mary, que están escuchando tras la puerta tratando de descubrir el estado de salud de Mary, escuchan las voces de Lily.
Mary se encuentra sana y es enviada a su habitación y es entonces cuando sus amigas le informan de lo sucedido. Mary planea pedir a su abuela, Amelia Tilford  - que ayudó mucho a Karen y Martha en la creación de la escuela- que le permita no regresar a la escuela. Cuando Amelia se niega, Mary hábilmente retuerce lo que las chicas habían oído. Con la ayuda de varias mentiras bien trazadas, Mary convence a su abuela que Karen y Martha están teniendo una relación lésbica. Al oír esto, Amelia comienza a ponerse en contacto con los padres de los compañeros de clase de Mary. En poco tiempo, la mayoría de las amigas de Mary han sido retiradas de la escuela. Rosalie Wells, una estudiante cuya madre está en el extranjero, se queda con Mary.
Al descubrir que Rosalie es vulnerable, Mary la chantajea para que corrobore todo lo que dice. Cuando Karen y Martha se dan cuenta de por qué todas sus alumnas han abandonado la escuela en una sola noche, van a la residencia de la señora Tilford para hablar con ella. Amelia le dice a Mary que repita su historia. Cuando Karen señala una contradicción, Mary finge haber estado cubriendo a Rosalie, quien a regañadientes corrobora la historia de Mary. Decididas a llevar a Amelia ante los tribunales, Martha y Karen abandonan la casa.
Siete meses más tarde, después de que Martha y Karen hayan perdido el caso, todo el mundo sigue creyendo que eran amantes. Cuando Lily regresa del extranjero para hacerse cargo de su sobrina, las dos mujeres se muestran enojadas con ella por no haber permanecido en el país con el fin de dar testimonio de su inocencia. Mientras tanto, Joe, que se ha mantenido leal, ha encontrado un trabajo en un lugar lejano y trata de convencer a Karen y Martha para que se vayan con él a empezar una nueva vida. 
Mientras Marta se va a preparar la cena, Joe continúa con sus intentos de persuadir a Karen, quien ahora cree que su vida está arruinada. Ante la insistencia de Karen, Joe a regañadientes le pregunta si ella y Martha han sido amantes. Cuando Karen le dice que no, él lo cree de inmediato. Sin embargo, Karen decide que ella y Joe deben separarse. Le explica que las cosas nunca podrán ser iguales entre ellos después de todo lo que han tenido que pasar.  Ella le pide a Joe que se vaya. Él acepta irse si Karen piensa las cosas bien antes de finalizar la ruptura. Cuando Marta vuelve y se entera de lo que ha sucedido, se siente culpable. Al descubrir que, finalmente, podría de hecho tener sentimientos hacia Karen la abruma y la llena de pavor. 
Antes de que Martha le diga a Karen cómo se siente, Karen le adelante que le gustaría mudarse al día siguiente y quiere que se vaya con ella. Martha le replica que será imposible vivir con tranquilidad de nuevo y, finalmente, admite sus sentimientos por Karen. 
Karen responde con desdén, diciendo que nunca sintieron de esta manera la una por la otra. Insiste en que está cansada y que preferiría continuar la conversación al día siguiente. Cuando Karen llega a su habitación, se oye un disparo. Marta se ha suicidado. Poco después, Amelia Tilford llega para pedirle perdón, ya que las mentiras de Mary se han descubierto. Karen le explica que ya es demasiado tarde: Las mentiras de Mary, junto con las ganas del vecindario de creerlas y difundir rumores maliciosos, han destruido tres vidas inocentes.

## Adaptación
En 1961 se estrenó la adaptación cinematográfica, dirigida por William Wyler y protagonizada por Audrey Hepburn, Shirley MacLaine y James Garner.

## La obra en español
En España, la obra se estrenó en 1961, en el Teatro Beatriz de Madrid, en versión de Manuel Aznar y Cayetano Luca de Tena, con decorados de Emilio Burgos e interpretación de Montserrat Salvador, María Isabel Pallarés, Amparo Baró, Manuel Gallardo, Mayrata O'Wisiedo, Josefina Díaz, María José Alfonso, María Massip y María Jesús Lara. Se repuso en el 2005, con dirección de Fernando Méndez Leite y Fiorella Faltoyano y Cristina Higueras en los principales papeles, acompañadas por María del Puy.